# 格林納達 (加利福尼亞州)
格林納達（英語：Grenada）是位於美國加利福尼亞州錫斯基尤縣的一個人口普查指定地區。

## 地理
格林納達的座標為41°38′40″N 122°31′22″W / 41.64444°N 122.52278°W，而該地最高點為海拔高度786米（即2579英尺）。

## 人口
根據2010年美國人口普查的數據，格林納達的面積為1.339平方千米，當中陸地面積為1.336平方千米，而水域面積為0.003平方千米。當地共有人口367人，而人口密度為每平方千米274人。